# Quebrada de Loro
Quebrada de Loro è un comune (corregimiento) della Repubblica di Panama situato nel distretto di Mironó, comarca di Ngäbe-Buglé. Si estende su una superficie di 14,7 km² e conta una popolazione di 1.616 abitanti (censimento 2010).